# The Great American Bash 2005
The Great American Bash 2005 è stata la seconda edizione dell'evento in pay-per-view The Great American Bash, prodotto dalla World Wrestling Entertainment. L'evento, esclusivo del roster di SmackDown!, si è svolto il 24 luglio 2005 alla HSBC Arena di Buffalo. La colonna sonora è stata Pay the Price degli Eric & The Hostiles.
Il main event fu quello per il World Heavyweight Championship tra il campione Batista e lo sfidante JBL, vinto da Layfield per squalifica dopo essere stato colpito da Batista con una sedia d'acciaio. Uno degli incontri predominanti dell'undercard fu tra Rey Mysterio e Eddie Guerrero, vinto da Mysterio. L'altro incontro predominante fu per lo United States Championship tra il campione Orlando Jordan e lo sfidante Chris Benoit, vinto da Jordan per schienamento.
L'evento incassò oltre 375.000 dollari, con una capacità approssimativa di 8.000 posti. The Great American Bash, aiutò la WWE a guadagnare 4.7 milioni rispetto allo scorso anno.

## Storyline
La rivalità principale fu quella per il World Heavyweight Championship tra il campione Batista e lo sfidante John "Bradshaw" Layfield (JBL). In seguito allo spostamento a Raw del campione WWE John Cena, nella puntata di SmackDown! del 30 giugno, il general manager Theodore Long annunciò un six-pack challenge match tra JBL, Chris Benoit, Christian, Booker T, Muhammad Hassan e The Undertaker, vinto da JBL per il SmackDown! Championship. Dopo il match, Long informò JBL che non aveva vinto il titolo, ma che era diventato il primo sfidante al World Heavyweight Championship di Batista, ultimo ad essere stato spostato a SmackDown!. Nella puntata di SmackDown! del 14 luglio, Batista sconfisse Orlando Jordan. Dopo il match, JBL colpì Batista con una clothesline. La settimana successiva a SmackDown! JBL accompagnato da Orlando Jordan, festeggiò in anticipo la vittoria del World Heavyweight Championship, per poi essere interrotto da Batista che colpì Jordan con una spinebuster.
Una delle rivalità predominanti fu tra Rey Mysterio e Eddie Guerrero. A No Way Out, Guerrero e Mysterio sconfissero i Basham Brothers conquistando il WWE Tag Team Championship. A WrestleMania 21, Mysterio sconfisse Guerrero. Nella puntata di SmackDown! del 21 aprile, gli MNM (Johnny Nitro e Joey Mercury) sconfissero Mysterio e Guerrero per conquistare il WWE Tag Team Championship. Nella puntata di SmackDown! del 28 aprile, nella rivincita Guerrero e Mysterio affrontarono gli MNM per il titolo di coppia, vinta da quest'ultimi. Nella puntata di SmackDown! del 5 maggio, Guerrero attaccò Mysterio diventando un heel. A Judgment Day, Mysterio sconfisse Guerrero per squalifica dopo essere stato colpito da quest'ultimo con una sedia d'acciaio. Nella puntata di SmackDown! del 30 giugno, la rivalità tra Guerreri e Mysterio continuò quando Guerrero minacciò di rivelare il segreto sul figlio di Mysterio, Dominick. Sia la famiglia di Guerrero che quella di Mysterio, implorarono Guerrero a non rivelare il segreto. Successivamente, fu sancito un match tra i due a The Great American Bash nel quale se Mysterio avesse vinto Guerrero non avrebbe dovuto rivelare il segreto, ma se avesse vinto Guerrero, quest'ultimo avrebbe rivelato il segreto.
L'altra rivalità predominante fu quella per lo United States Championship tra il campione Orlando Jordan e lo sfidante Chris Benoit. Nella puntata di SmackDown! del 7 luglio, Benoit sconfisse Booker T per diventare il primo sfidante al titolo. Long promise a Benoit un match contro Jordan a The Great American Bash.

## Evento
Prima della messa in onda dell'evento, Paul London sconfisse Nunzio a Sunday Night Heat per mantenere il Cruiserweight Championship.

### Match preliminari
Il primo match dell'evento fu valevole per il WWE Tag Team Championship tra i campioni gli MNM (Joey Mercury e Johnny Nitro) (accompagnati da Melina) contro la coppia sfidante gli Legion of Doom (Heidenreich e Road Warrior Animal). Durante il match, Nitro colpì Animal con un titolo di coppia, ma Animal riuscì a riprendersi per poi eseguire una powerslam su Nitro. Successivamente, Animal e Heidenreich eseguirono la Doomsday Device su Nitro per poi schienarlo e vincere il titolo di coppia.
Il match successivo fu tra Booker T (accompagnato da Sharmell) e Christian. Booker eseguì lo Scissors Kick nei confronti di Christian dalla terza corda del ring per schienarlo e vincere il match.
Il terzo match fu valevole per lo United States Championship tra il campione Orlando Jordan e lo sfidante Chris Benoit. Durante il match, Jordan rimosse un cuscinetto da un tenditore delle corde. In seguito mentre Benoit stava cercando di attaccare Jordan all'angolo, quest'ultimo schivò l'attacco e Benoit sbatté la testa contro il tenditore delle corde. Jordan schienò così Benoit per vincere il match e mantenere il titolo.
Il match seguente fu tra The Undertaker e Muhammad Hassan (accompagnato da Daivari) per decretare il primo sfidante al World Heavyweight Championship. Durante la sua entrata, Hassan venne accompagnato sul ring da degli uomini mascherati in rappresentanza della sua cultura araba. Durante il match, gli uomini mascherati interferirono nel match ma furono attaccati da The Undertaker. Successivamente, The Undertaker tentò di eseguire il Tombstone Piledriver, ma Hassan scampò alla mossa per poi tentare una clothesline, la quale venne rovesciata in una Chokeslam da The Undertaker che poi schienò vincendo il match. Dopo il match, The Undertaker eseguì la Last Ride ai danni di Hassan sul pavimento dello stage.
Il quinto match fu tra la coppia composta dei Mexicools (Juventud, Psicosis e Super Crazy) contro quella composta dei Blue World Order (Big Stevie Cool, The Blue Meanie e Hollywood Nova). Super Crazy eseguì un moonsault su Big Stevie Cool per poi essere colpito da Psicosis con un leg drop, il quale lo schienò dando la vittoria ai Mexicools.

### Match principali
Il match che seguì fu tra Rey Mysterio e Eddie Guerrero, nel quale la stipulazione prevedeva che se Guerrero avesse vinto il match avrebbe rivelato il segreto sul figlio di Mysterio, Dominick, se Mysterio avesse vinto il segreto non sarebbe stato rivelato. Durante il match, Guerrero eseguì i Three Amigos e il Frog splash su Mysterio. Successivamente, Guerrero tentò di schienare Mysterio, il quale rovesciò lo schienamento a suo favore vincendo il match. Di conseguenza, Guerrero non poté rivelare il segreto.
Il settimo match fu il Bra and panties match tra Melina e Torrie Wilson con Candice Michelle nel ruolo di arbitro speciale. All'inizio del match, la Wilson tolse la maglietta a Melina lasciandola in reggiseno, la quale si vendicò togliendo a sua volta la maglietta alla Wilson. Successivamente, la Wilson sollevò Melina e la fece cadere sulla superficie del ring per poi tentare di toglierle i pantaloni, ma Melina reagì sfilando i pantaloni alla Wilson vincendo il match. Dopo il match, la Michelle Candice spogliò Melina per poi togliersi i propri vestiti.
Il main event fu valevole per il World Heavyweight Championship tra il campione Batista e lo sfidante John "Bradshaw" Layfield. Durante il match, Orlando Jordan interferì tentando di colpire Batista con una sedia d'acciaio, senza successo. In seguito, Batista usò la sedia per colpire JBL e Jordan venendo squalificato e dando la vittoria a JBL. Da risultato, Batista mantenne il titolo e dopo il match eseguì la Batista Bomb su JBL e Jordan.

## Conseguenze
La rivalità tra Batista e JBL continuò. Nella puntata di SmackDown! del 28 luglio, JBL sconfisse The Undertaker a causa di un'interferenza di Randy Orton diventando primo sfidante per il World Heavyweight Championship a SummerSlam. Nella successiva puntata di SmackDown!, si svolse la firma del contratto tra Batista e Layfield per il World Heavyweight Championship a SummerSlam in un No Holds Barred match. A SummerSlam, Batista sconfisse JBL mantenendo il World Heavyweight Championship. La rivalità tra i due si concluse nella puntata di SmackDown! del 9 settembre, dove Batista sconfisse JBL in un Texas Bullrope match.
Nella puntata di SmackDown! successiva a The Great American Bash, Eddie Guerrero rivelò il segreto; di essere il vero padre di Dominick e non di Rey Mysterio. A SummerSlam Mysterio sconfisse Guerrero in un Ladder match, nel quale era appesa una valigietta contenente la custodia di Dominick. Nella puntata di SmackDown! del 9 settembre, Guerrero sconfisse Mysterio in uno Steel Cage match concludendo la rivalità. Guerrero iniziò poi una rivalità con Batista per il World Heavyweight Championship che affrontò a No Mercy, senza successo. Tuttavia, Guerrero morì per insufficienza cardiaca il 13 novembre. Nel 2006, Guerrero venne introdotto nella WWE Hall of Fame da Mysterio, Benoit e suo nipote Chavo Guerrero.
La rivalità tra Chris Benoit e Orlando Jordan continuò. A SummerSlam, Benoit sconfisse Jordan conquistando lo United States Championship in 25.5 secondi. Nella puntata di SmackDown! del 1º settembre, Benoit sconfisse Jordan ancora una volta mantenendo il titolo in 23.4 secondi. La settimana successiva a SmackDown!, Benoit sconfisse Jordan in un altro match per il titolo in 22.5 secondi.

### Recensione
L'HSBC Arena ospita di solito 18.690 persone, ma i posti furono ridotti per l'evento. L'evento, incassò oltre 375.000 dollari nella vendita dei biglietti con una capacità approssimativa di 8.000 posti - il massimo consentito. Great American Bash, ebbe un ricavato di 21.6 milioni di dollari rispetto ai 16.9 milioni dell'anno precedente. L'evento fu molto criticato dal pubblico e dalla critica. Il Canadian Online Explorer diede all'evento un voto di 5 stelle su 10. Il main event per il World Heavyweight Championship tra Batista e John "Bradshaw" Layfield ricevette 3 stelle su 10, mentre il match tra Rey Mysterio e Eddie Guerrero ottenne il voto più alto con 8 stelle su 10. L'evento uscì in DVD il 23 agosto 2005.

## Risultati
| #    | Incontri                                                         | Stipulazioni                                                                     | Durata |
| ---- | ---------------------------------------------------------------- | -------------------------------------------------------------------------------- | ------ |
| Heat | Paul London (c) ha sconfitto Nunzio                              | Single match per il WWE Cruiserweight Championship                               | 02:33  |
| 1    | Animal e Heidenreich hanno sconfitto MNM (c) (con Melina)        | Tag team match per il WWE Tag Team Championship                                  | 06:45  |
| 2    | Booker T (con Sharmell) ha sconfitto Christian                   | Single match                                                                     | 11:52  |
| 3    | Orlando Jordan (c) ha sconfitto Chris Benoit                     | Single match per il WWE United States Championship                               | 14:23  |
| 4    | The Undertaker ha sconfitto Muhammad Hassan (con Daivari)        | Single match per determinare il primo sfidante al World Heavyweight Championship | 08:04  |
| 5    | The Mexicools hanno sconfitto The Blue World Order               | Six-man tag team match                                                           | 04:53  |
| 6    | Rey Mysterio ha sconfitto Eddie Guerrero                         | Single match                                                                     | 15:39  |
| 7    | Melina ha sconfitto Torrie Wilson                                | Bra and panties match con Candice Michelle come arbitro speciale                 | 03:53  |
| 8    | John "Bradshaw" Layfield ha sconfitto Batista (c) per squalifica | Single match per il World Heavyweight Championship                               | 19:47  |